# José Mera
José Hermes Mera Vergara (né le 11 mars 1979 à Puerto Tejada en Colombie) est un joueur de football international colombien, qui évolue au poste de défenseur.

## Biographie

### Carrière en sélection
Avec l'équipe de Colombie, il dispute 9 matchs (pour aucun but inscrit) entre 2002 et 2004. Il figure notamment dans le groupe des sélectionnés lors de la Coupe des confédérations de 2003, jouant un match contre le Japon.
Il participe également à la Gold Cup de 2003.

## Palmarès
- Vainqueur de la Coupe de Colombie en 2011 avec Millonarios